# Hualca Hualca
Hualca Hualca − jeden ze szczytów w Andach Peruwiańskich, znajdujący się na terenie Peru.
Jego wysokość to 6025 m n.p.m. Jest to wygasły wulkan. 